# Aureliana (djur)
Aureliana är ett släkte av koralldjur. Aureliana ingår i familjen Aurelianidae.
Kladogram enligt Catalogue of Life:
| Aureliana | \| \| Aureliana heterocera \| \| \| \| \| \| Aureliana japonica \| \| \| \| |
|           | \| \| Aureliana heterocera \| \| \| \| \| \| Aureliana japonica \| \| \| \| |
|           | Actinoporus                                                                 |
|           |                                                                             |
|           | Aureliana heterocera                                                        |
|           |                                                                             |
|           | Aureliana japonica                                                          |
|           |                                                                             |

|  | Aureliana heterocera |
|  |                      |
|  | Aureliana japonica   |
|  |                      |